# Chartreuse de Via Cœli
Pour les articles homonymes, voir Notre-Dame et Chartreuse Notre-Dame (homonymie).
La chartreuse Notre-Dame-et-Saint-Joseph de Via Cœli, La Voie-du-Ciel en français, Cartuja de Viaceli ou Camino del Cielo en espagnol , Cartoixa de Viaceli en catalan,  est un monastère de Chartreux situé à environ vingt-cinq kilomètres de la ville d'Orihuela, dans la zone de Dehesa de Campoamor, dans la province d'Alicante, en Espagne. C'est la cinquième chartreuse établie dans le royaume de Valence en 1640.

## Histoire
En 1639, Thomas Pedros, chevalier d'Orihuela, fait don de tous ses actifs à la chartreuse de Porta Cœli et de l'ancien couvent de Saint Ginés pour une nouvelle fondation qui est approuvée l'année suivante par le chapitre général des chartreux. Au début, les moines venant de Porta Cœli, s'installent dans l'ermitage de saint Christophe, près d'Orihuela. En 1641, lorsque les mercédaires quittent le couvent, la nouvelle communauté s'installe et prend le nom de Via Cœli. Le nouveau monastère est près de la mer et loin de la ville; les chartreux font les restaurations nécessaires pour l'adapter au mode de vie des chartreux. l'archidiacre et futur évêque d'Orihuela, Juan García Arlés (1636-1644) est le protecteur de la chartreuse.
Après quelques années, en raison de problèmes endémiques et d'autres aussi graves que la peste de 1648, qui dévaste la région, faisant des ravages parmi les religieux ; l'évêque d'Orihuela, Luis Crespi y Borja, également protecteur de la chartreuse, exhorte la communauté à déménager dans une ferme à côté de la tour de Masquefa, dans la Huerta d'Orihuela, en 1654. Elle prend le nom de Via Cœli et Saint Joseph.
Le nouvel emplacement est malsain et inadapté aux chartreux, ce qui les oblige à un retour à Saint Ginés en 1656, lieu plus propice à la vie contemplative en raison de sa taille et de sa plaine, agréable, fertile et abondante en eau. Mais les incursions de pirates dans cette région de la Méditerranée, contraignent, en 1662, à déplacer à nouveau la chartreuse à la tour de Masquefa. Ce qui déplaît au chapitre général, qui ordonne aux moines de retourner à Saint Ginés et de ne pas l'abandonner sans leur permission. Le défaut de ressources et les incursions des pirates poussent le chapitre général à abandonner cette fondation en 1681, malgré les vœux de la population d’Orihuela.
Après l'abandon de la vie chartreuse et l'utilisation pour le bétail de la région pendant deux siècles, l'enceinte de Saint Ginés, dégradée, conserve encore le nom de "couvent".

## Personnalités liées à Val de Christo

### Prieurs
Le prieur est le supérieur d'une chartreuse, élu par ses comprofès ou désigné par les supérieurs majeurs.
- 1639 : Bartomeu Santolín, premier procureur
- 1640- : Francesc Medina, originaire de Villena, premier prieur, ami du fondateur et profès de Porta Cœli, où il avait été prieur à deux reprises, ainsi que de la Chartreuse de Ara Christi.

- 1674-1675 : Gaspar Gil, né à Forcall, profès de Val de Christo en 1656, vicaire et procureur, puis prieur de Via Cœli  en 1674, de Val de Christo en 1675, de Scala Dei en 1680 et de nouveau de Val de Christo en 1692. Il meurt en charge.

### Ecrivains
- Francesc Pallàs, moine de Val de Christo, éminent auteur d'œuvres de spiritualité, dont la vocation sera influencée par l'archidiacre et futur évêque d'Orihuela, Juan García Arlés (1636-1644).